# Операція «Пейперкліп»

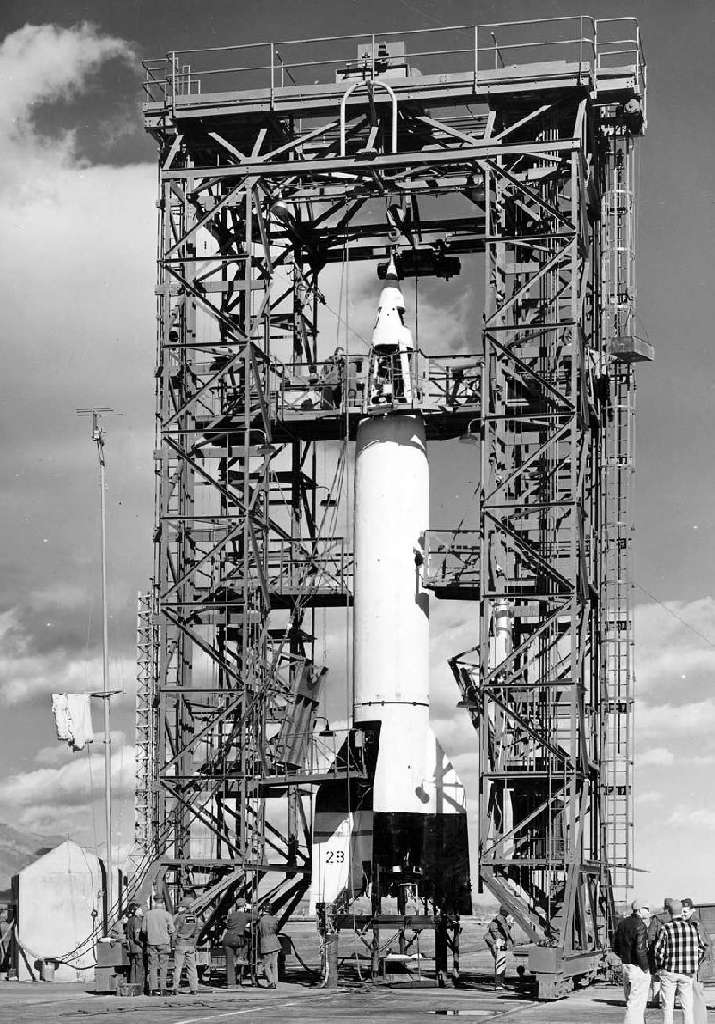
Стартовий комплекс з ракетою V-2 на полігоні White Sands

Операція «Пейперкліп» (англ. Operation Paperclip, букв. «скріпка») — програма Управління стратегічних служб США з вербування вчених із Третього Рейху для роботи в Сполучених Штатах Америки після Другої світової війни (1939–1945). Операція проводилася Об'єднаним агентством завдань розвідки (англ. Joint Intelligence Objectives Agency, JIOA) і в умовах розпалу радянсько-американської холодної війни (1945–1991), однією з цілей операції було перешкоджання передачі німецькими вченими знання й досвіду Радянському Союзові і Великій Британії.
Хоча вербування німецьких вчених агентами JIOA почалося відразу після закінчення війни в Європі, американський президент Гаррі Трумен не віддавав формального наказу про початок операції «Скріпка» до серпня 1945 року. У наказі Трумена особливо підкреслювалося, що вербування тих, хто «був членом нацистської партії і був більш ніж формальним учасником її діяльності або активно підтримував нацистський мілітаризм» є неприпустимим. Згідно з зазначеним обмеженням, більшість намічених JIOA учених мали бути визнані непридатними для вербування, серед них ракетобудівники Вернер фон Браун, Артур Рудольф і фізик Губертус Штруґгольд, кожен з яких був раніше класифікований як «загроза безпеці силам союзників».
Щоб обійти наказ президента Трумена, а також принципів Потсдамської і Ялтинської угод, JIOA розробляв фальшиві професійні й політичні біографії для вчених. JIOA також вилучив із особистих справ вчених членство в нацистській партії й справи про участь в діях режиму. «Відбіливши» від нацизму, уряд США визнав вчених благонадійними для роботи в США. Кодова назва проєкту «Скріпка» з'явилося від скріпок, використаних для того, щоб прикріпити нові політичні особистості «американських урядових учених» до їх особистих документів в JIOA.

## Список Озенберґа

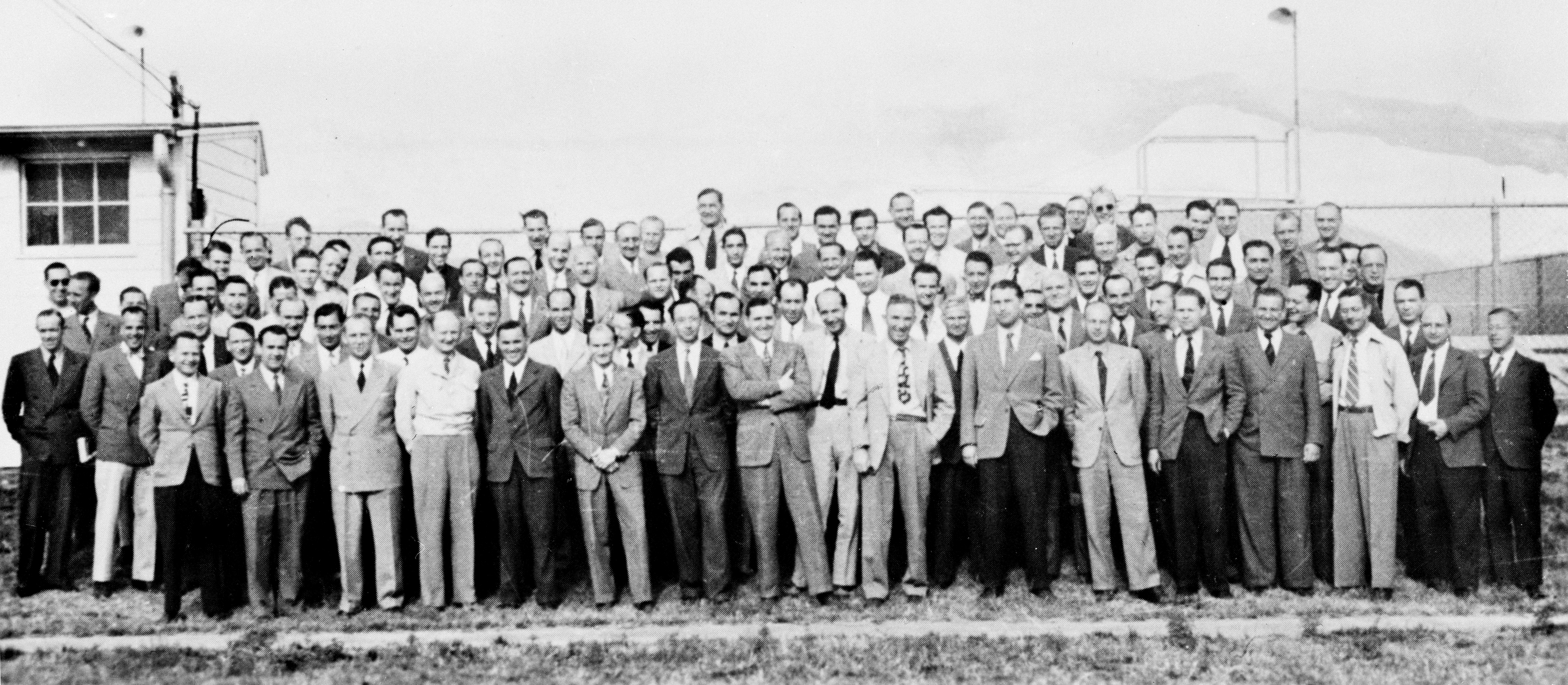
Група з 104 ракетобудівників у форті Блісс, Техас; 35 з них працювало в White Sands Proving Grounds, Нью Мексико.

На початку 1943 року німецький уряд почав відкликати з військ багатьох вчених, інженерів і техніків. Вони поверталися до дослідницької роботи та ведення розробок щодо посилення німецької обороноздатності в умовах затяжної війни з СРСР. Проміж інших з лінії фронту відкликані 4000 ракетники, які були повернуті в Пенемюнде, на північно-східному узбережжі Німеччини:
| Ліві лапки | В одну ніч доктори наук були звільнені від трудової повинності, магістри відкликані з робіт по прибиранню, математики витягнуті з пекарень і точні механіки перестали бути водіями вантажівок. | Праві лапки |

Під час залучення інтелектуалів для наукової роботи нацистський уряд в першу чергу робив запити про місцезнаходження та ідентифікацію вчених, інженерів і техніків, а потім оцінював їх політичну та ідеологічну придатність. Вернер Озенберґ, інженер-вчений, який очолював «Асоціацію оборонних досліджень» (нім. Wehrforschungsgemeinschaft), записав імена політично благонадійних в список Озенберґа, що стало підставою для відновлення їх на науковій роботі.
У березні 1945 року в університеті Бонна лаборант-поляк знайшов сторінки списку Озенберґа, які були заштовхані в унітаз. Список потрапив в руки MI6, яка передала його американській розвідці. Американський майор Роберт Б. Стейвер, шеф секції реактивної зброї відділу досліджень і розвідки Артилерійського корпусу Армії США, використовував список Озенберґа для складання свого списку німецьких вчених, які повинні були бути затримані і допитані. Вернер фон Браун, головний ракетник нацистів, очолював список майора Стейвера.

## Ідентифікація

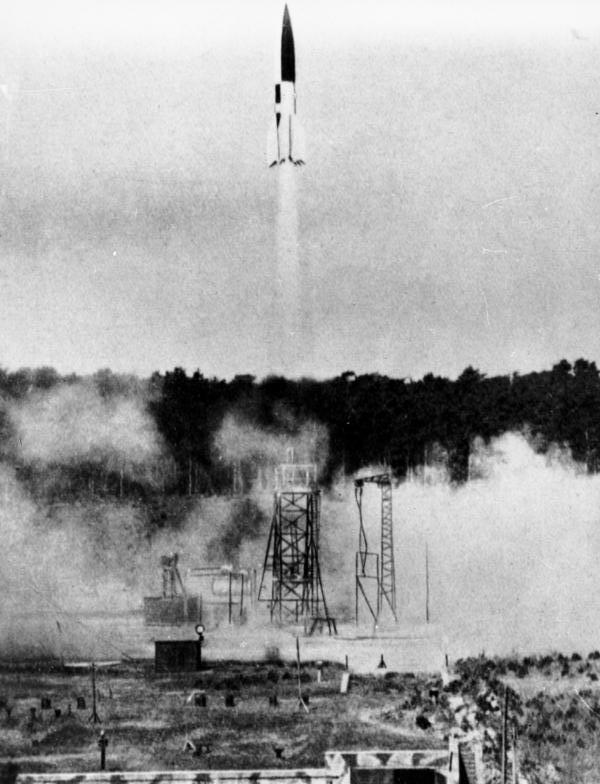
Старт ракети Фау-2, Пенемюнде, на північно-східному балтійському узбережжі Німеччини. (1943)

Операція «Безпросвітність» (англ. Operation Overcast). Початковим наміром майора Стейвера був тільки допит вчених, однак те, що він дізнався, змінило мету операції. 22 травня 1945 він відправив телеграму в Пентагон полковнику Джоелу Голмсу з наполяганням евакуювати німецьких учених і їх сім'ї, як вкрай «важливих для успіху в Тихоокеанській війні». Більшість інженерів зі списку Озенберґа працювали на балтійському узбережжі в дослідницькому центрі німецької армії Пенемюнде, розробляючи ракети Фау-2. Після захоплення союзники спочатку поселили їх разом з сім'ями в місті Ландсгут, у південній Баварії.
Починаючи з 19 липня 1945 року, американський Об'єднаний комітет начальників штабів (JCS) управляв захопленими ракетниками в рамках програми під назвою операція «Оверкаст» (операція «Безпросвітність»). Однак, коли назва «табір Оверкаст» про квартири учених стало відомо в окрузі, в березні 1946 року програма була перейменована в операцію «Скріпка» (англ. Operation Paperclip). Всупереч спробам засекречування, через рік преса взяла інтерв'ю у деяких з учених.
В ході операції «Алсос» розвідка союзників описувала фізика ядерника Вернера Гайзенберґа, главу німецької ядерної програми напередодні Другої світової війни, як «… більш цінного для нас, ніж десять дивізій німців». Додатково до ракетників і ядерників, союзники шукали хіміків, фізиків і розробників морського озброєння.
Тим часом технічний директор ракетного центру німецької армії, Вернер фон Браун, містився в секретній в'язниці P.O. Box 1142 у Форт-Ганті, Вірджинія в Сполучених Штатах. Так як про існування тюрми не було відомо Міжнародному Червоному Хресту, її функціонування було порушенням з боку США Женевських Конвенцій. Хоча допитувачі фон Брауна тиснули на нього, його не катували.

## Захоплення і ув'язнення

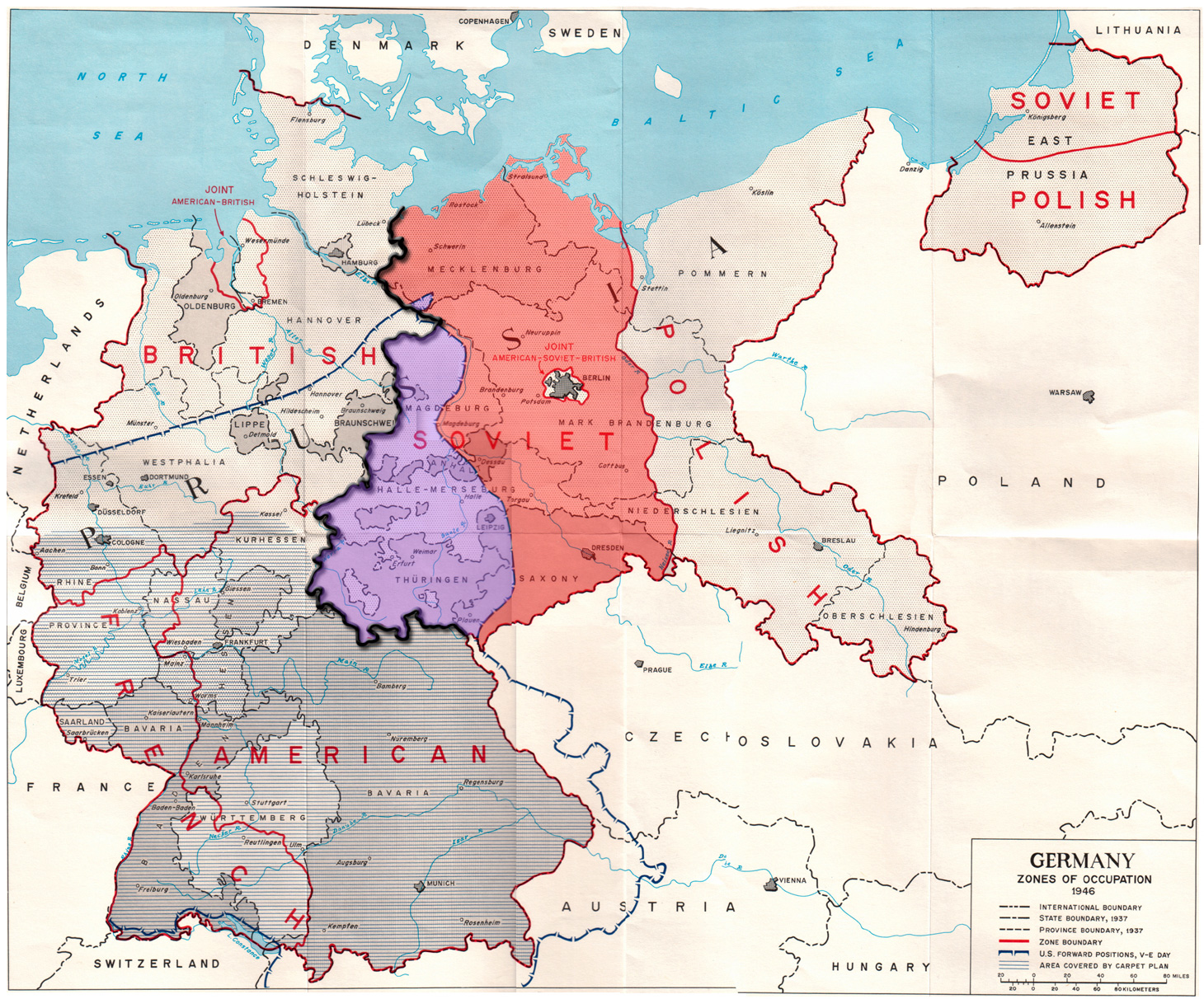
Зони окупації в післявоєнній Німеччині, радянська зона виділена червоним, а область, з якої були відведені в липні 1945 року британські і американські війська — фіолетовим, внутрішній німецький кордон показаний жирною чорною лінією. Межі областей показані згідно з територіальним поділом Веймарської республіки, до сучасного федерального поділу на землі.

Раніше в США був створений Сполучений підкомітет по цілях розвідки (англ. Combined Intelligence Objectives Subcommittee, CIOS). Ця організація забезпечувала інформацією про цілі T-Force, в число яких входили технології наукових, військових і промислових об'єктів (у тому числі їх персонал). Пріоритетними були передові технології, такі як інфрачервоні, які могли бути використані у війні з Японією; виявлення технологій, придатних у війні з Японією, і нарешті зупинка досліджень. Проєкт по зупинці досліджень носив кодову назву «проєкт Тиха гавань» (англ. «Project Safehaven») і не був від початку спрямований проти Радянського Союзу; радше вважалося, що німецькі вчені можуть емігрувати і продовжити свої дослідження в таких країнах, як Іспанія, Аргентина і Єгипет, які симпатизували нацистській Німеччині.
Велика частина зусиль американців була зосереджена на Саксонії і Тюрингії, які повинні були з 1 липня 1945 увійти в радянську зону окупації. Багато хто з німецьких дослідницьких центрів разом з персоналом були евакуйовані в ці землі, зокрема з району Берліна. Побоюючись, що передача під радянський контроль може обмежити для американців можливість використання німецького наукового і технічного досвіду і не бажаючи, щоб Радянський Союз отримав вигоду від цього досвіду, США зробили «операцію з евакуації» наукового персоналу із Саксонії і Тюрингії посилаючись на такі накази:
 За наказом військового уряду ви зобов'язані разом з родиною та багажем, настільки великим, скільки ви в змозі нести, з'явитися завтра в 13:00 (п'ятниця, 22 червня 1945) на міську площу в Біттерфельд. Вам не потрібно нести зимовий одяг. Треба взяти легкі речі, такі як документи, коштовності тощо. Вас відвезуть на автомобілі на найближчу залізничну станцію. Звідти ви вирушите в подорож на Захід. Будь ласка, повідомте людину, яка доставила цей лист, наскільки велика ваша сім'я.
У 1947 році ця операція з евакуації охопила близько 1800 техніків і вчених, а також 3700 членів їх сімей. Ці люди, що мають спеціальні знання чи вміння, були ув'язнені в центри допитів, такі як «Сміттєвий ящик» (англ. DUSTBIN), де їх тримали в ув'язненні і допитували (в деяких випадках місяцями).
Деякі вчені були набрані для операції «Оверкаст», а більшість були переправлені в села, де вони не мали ні дослідницького обладнання ні роботи; їх забезпечили стипендією та зобов'язали двічі на тиждень з'являтися з доповіддю в поліцейський відділ, щоб вони не могли виїхати. Директива Об'єднаного Командування про дослідження і навчання встановлювала, що техніки і вчені будуть звільнені « тільки після того, як всі зацікавлені служби будуть задоволені отриманою від них розвідувальною інформацією».
5 листопада 1947 Управління військового уряду Сполучених Штатів (OMGUS), що мало юрисдикцію над західною частиною окупованої Німеччини, провело конференцію про статус евакуйованих, грошові вимоги, що евакуйовані зареєстровані проти законів США і про «можливі порушення США законів ведення війни або правил окупації». Директор розвідки OMGUS Р. Л. Уелш ініціював програму з переселення евакуйованих в країни Третього світу, названу німцями «програмою джунглів» (нім. «Urwald-Programm») генерала Уелша, проте ця програма ніколи не приймалася всерйоз. У 1948 році евакуйовані отримали гроші для переселення на суму 69.5 мільйонів рейхсмарок із США, які незабаром істотно подешевшали внаслідок валютної реформи, в ході якої в обіг була введена німецька марка як офіційна валюта західній Німеччині.
Джон Гімбел робить висновок, що таким чином США заморозили найкращі уми Німеччини на три роки, чим ускладнили для Німеччини післявоєнне відновлення.